# 9 de desembre
El 9 de desembre és el tres-cents quaranta-tresè dia de l'any del calendari gregorià i el tres-cents quaranta-quatrè en els anys de traspàs. Queden 22 dies per finalitzar l'any.

## Esdeveniments
Països Catalans
- 1888 - Finalitza l'Exposició Universal de Barcelona (1888).
- 1933 - Castellar del Riu, Berguedà: S'inaugura el Xalet-Refugi de Rasos de Peguera, a la Serra d'Ensija.[1]

Resta del món
- 1531 - Tepeyac (Nova Espanya)ː primera aparició mariana de Nostra Senyora de Guadalupe a Juan Diego Cuauhtlatoatzin (segons la tradició catòlica).[2]
- 1625 - La Haia (Províncies Unides): se signa el Tractat de la Haia de 1625 mitjançant el qual el Regne d'Anglaterra i les Províncies Unides acorden donar ajuda econòmica a Christian IV de Dinamarca.
- 1710 - Brihuega (Província de Guadalajara, Castella la Manxa): l'exèrcit franc-castellà guanya el setge de Brihuega durant la guerra de Successió Espanyola.
- 1824 - Qinhua (Perú): la derrota militar de les tropes liderades pel Regne d'Espanya en la batalla d'Ayacucho desencadena la fi del Virregnat del Perú i la independència de facto del país andí.[3]
- 1931 - Madrid (Espanya): les Corts aproven la nova Constitució.[4]
- 1965 - Estats Units: es publica el número 48 de Fantastic Four que inclou les primeres aparicions de Galactus i Silver Surfer.[5]

## Naixements
Països Catalans
- 1890 - Barcelona: Gaietana Lluró, soprano o tiple catalana de sarsuela, molt popular als anys 20 (m. 1967).[6]
- 1895 - Barcelona: Conxita Supervia, mezzosoprano lírica catalana (m. 1936).[7]
- 1911 - Barcelona: Carles Sentís, periodista, escriptor i polític català (m. 2011).
- 1954 - Barcelona: Cèlia Sànchez-Mústich, escriptora catalana.[8]
- 1955 - Quart, Gironès: Miquel Pairolí i Sarrà, escriptor, crític literari i periodista català (m. 2011).[9]
- 1962 - Quart de Poblet, l'Horta Oest: Carmen Martínez Ramírez, política valenciana, alcaldessa del seu municipi des del 1999, i secretària general del PSPV de València.[10]

Resta del món
- 1447 - Pequín, Xina: Zhu Jianshen, Emperador Chenghua, vuitè emperador de la Dinastia Ming (m. 1487).[11]
- 1579 - Lima (Perú): Martí de Porres, monjo mulat canonitzat per l'Església Catòlica (m. 1639).
- 1608 - Londres, Anglaterra: John Milton, poeta i assagista anglès, autor d'El paradís perdut (m. 1674).[12]
- 1717 - Stendal (Brandenburg): Johann Joachim Winckelmann, fundador de la història de l'art i de l'arqueologia com a disciplines modernes (m. 1768).[13]
- 1745 - Venècia: Maddalena Laura Lombardini Sirmen, compositora i violinista italiana.[14]
- 1751 - Parma: Maria Lluïsa de Borbó-Parma, reina consort d'Espanya de 1788 a 1808 (m. 1819).[15]
- 1850 - Chicago: Emma Abbott, cantant de òpera (soprano) estatunidenca (m. 1891).[16]
- 1868 - Breslau, Alemanya: Fritz Haber, químic alemany, Premi Nobel de Química de l'any 1918 (m. 1934).
- 1882 - Sevilla (Andalusia): Joaquín Turina, compositor espanyol (m. 1949).
- 1895 - Gallarta, Abanto-Zierbena, Biscaia: Dolores Ibárruri Gómez, la Pasionaria, dirigent obrera espanyola (m. 1989).[17]
- 1906 - Nova York: Grace Hopper, militar nord-americana, pionera en el món de la informàtica (m. 1992).[18]
- 1910 - París: Jean Genet, escriptor francès (m. 1986).[19]
- 1911 - Filadèlfia, Pennsilvània, EUA: Broderick Crawford, actor estatunidenc (m. 1986).
- 1913 - Navsari, Gujarat, Índia: Homai Vyarawalla –Dalda 13–, primera dona fotoperiodista de l'Índia (m. 2012).[20]
- 1915 - Jarocin, Prússia, actual Polònia: Elisabeth Schwarzkopf, soprano alemanya, posteriorment nacionalitzada britànica (m. 2006).[21]
- 1916 - Amsterdam (Nova York, EUA): Kirk Douglas, actor i productor nord-americà (m. 2016).[22]
- 1917 - Council, Idaho (EUA): James Rainwater, físic nord-americà, Premi Nobel de Física de l'any 1975 (m. 1986).
- 1919 - Cleveland, Ohio (EUA): William Lipscomb, químic nord-americà, Premi Nobel de Química de l'any 1976 (m. 2011).
- 1926 - Boston, Massachusetts (EUA): Henry Way Kendall, físic nord-americà, Premi Nobel de Física de l'any 1990 (m. 1999).
- 1929 - Nova York (EUA): John Cassavetes, actor, guionista i director estatunidenc (m. 1989).[23]
- 1930 - Funchal, Madeira: Lourdes Castro, pintora portuguesa. (m. 2022)
- 1931 - Artemisa, Cuba: Ciro Redondo, Comandant de la Revolució Cubana (m. 1957).[24]
- 1934 - York, Anglaterra: Judi Dench, actriu anglesa.[25]
- 1948 - Managua, Nicaragua: Gioconda Belli, escriptora i revolucionària nicaragüenca.[26]
- 1953 - Christopher, Illinois (EUA): John Malkovich, actor i productor nord-americà
- 1954 - Redange: Jean-Claude Juncker, polític i advocat luxemburguès, Primer Ministre de Luxemburg.[27]
- 1956 - 
  - Colònia: Henriette Reker, advocada i política independent alemanya, alcaldessa de Colònia des de 2015.[28]
  - Poitiers, Poitou-Charentes, França: Jean-Pierre Thiollet, escriptor i periodista francès.
- 1963 - Tòquio, Japóː Masako Owada, emperadriu del Japó per matrimoni amb emperador Naruhito.[29]
- 1970 - Boulogne-Billancourt, Alts del Sena: Anna Gavalda, novel·lista francesa.[30]
- 1972 - Frankfurt (RFA): Tré Cool, músic nord-americà, bateria del grup Green Day.[31]
- 1977 - 
  - Torí, Itàlia: Francesco Turrisi, músic italià.
  - Madrid, Espanya: Ana Pastor García, una periodista espanyola.

## Necrològiques
Països Catalans
- 1600 - València: Margarita Agulló, escriptora mística valenciana (n. 1536).
- 1920 - Vallibona (els Ports): Josep Meseguer i Costa, eclesiàstic valencià (n. 1843).
- 1980 - Barcelona: Sebastià Gasch, crític d'art català (n. 1897).
- 1998 - Andorra la Vella: Manuel Anglada i Ferran, estudiós de la cultura catalana d'Andorra i del Pirineu (n. 1918).
- 2008 - Barcelona: Jordi Benito i Verdaguer, artista català (n. 1951).
- 2021 - ?ː Ramon Muntaner, cantautor català (n. 1950).[32]
- 2023 - Girona: Carles Soler i Perdigó, eclesiàstic català, bisbe de Girona (n. 1953).
- 2024 - Palmaː Guillem Frontera i Pascual, escriptor i activista cultural mallorquí (n. 1945).[33]

Resta del món
- 1437 - Znojmo, Moràvia: Segimon I del Sacre Imperi Romanogermànic, emperador, fundador de l'Orde del Drac (n. 1368).
- 1914 - Imola, Bolonya: Giuseppina Cattani, metgessa patòloga italiana, investigadora del tètanus (n. 1859).[34]
- 1921 - Roma: Lina Wertmüller, guionista i directora de cinema italiana d'origen suís.[35]
- 1925 - Madrid, Espanya: Pablo Iglesias Posse, socialista espanyol, fundador del Partit Socialista Obrer Espanyol i la Unió General de Treballadors (n. 1850).
- 1937- Estocolm (Suècia): Gustaf Dalén, enginyer i físic suec, Premi Nobel de Física de l'any 1912 (n. 1869).
- 1948 - Buenos Aires: María Luisa Navarro Margati, pedagoga espanyola i defensora dels drets de les dones.[36]
- 1954 - Berna, Suïssa: Josef Escher, polític suís (n. 1885)[37]
- 1964 - Londres: Edith Sitwell, poeta modernista anglesa molt influent (n. 1887).[38]
- 1971 - Nova York (EUA): Ralph Bunche, politòleg i diplomàtic nord-americà, Premi Nobel de la Pau de 1950 (n. 1904).
- 1975 - Los Angeles, Califòrnia (EUA): William A. Wellman, director de cinema estatunidenc especialitzat en pel·lícules d'aventures (n. 1896).[23]
- 1977 - Rio de Janeiro, Brasil: Clarice Lispector, escriptora ucraïnesa, que va viure des de petita al Brasil (n. 1920).[39]
- 1987 - Barcelona: María Francés, actriu espanyola (m. 1887).[40]
- 1991 - Monson, Maine: Berenice Abbott, fotògrafa estatunidenca (n. 1898).[41]
- 1995 - Pennsilvània (EUA)ː Toni Cade Bambara, escriptora, productora de documentals, activista social i professora d'universitat afroamericana (n.1939).[42]
- 1996 - Nairobi (Kenya): Mary Leakey, paleontòloga i arqueòloga britànica (n. 1913).[43]
- 2008 - Zagreb, Croàcia: Dražan Jerković, jugador i entrenador de futbol croata (n. 1936).
- 2013 - Palm Springs, Califòrniaː Eleanor Parker, actriu (n. 1922).[44]
- 2019 - Djursholm, Suèciaː Marie Fredriksson, cantant. Membre del duo Roxette (n. 1958).[45]
- 2021- ? Steve Bronski, compositor escocès.
- 2024 - 209 Woodland Drive: Jimmy Carter, president dels Estats Units d'Amèrica (1977-1981) (n. 1924).

## Festes i commemoracions
- Dia Internacional contra la Corrupció
- Sants: Leocàdia de Toledo; Valèria de Llemotges, màrtir; Juan Diego Cuauhtlatoatzain; Pierre Fourier, fundador de les Canongesses de Sant Agustí de la Congregació de la Mare de Déu.